# Viticoltura nelle Filippine
La viticoltura nelle Filippine è un settore di nicchia all'interno dell'industria vinicola globale. A differenza delle tradizionali regioni produttrici di vino, il paese si distingue per la produzione di bevande fermentate a base di frutta tropicale e solo di recente è aumentato l’interesse per i vini d'uva importati o prodotti localmente.

## Storia
La tradizione vinicola filippina risale all'epoca precoloniale, quando le popolazioni indigene producevano bevande fermentate utilizzando ingredienti locali come linfa di palma, riso, canna da zucchero e miele. Durante il periodo coloniale spagnolo i missionari introdussero la viticoltura con viti importate dall'Europa, ma la produzione rimase limitata a causa del clima tropicale poco favorevole alla coltivazione della vite. Oggi l’industria vinicola del paese è in evoluzione con un crescente interesse per la vinificazione e il consumo di vini sia locali che internazionali.

## Clima
Le Filippine hanno un clima tropicale caratterizzato da alte temperature e umidità elevata per gran parte dell'anno con due stagioni principali: la stagione secca e quella delle piogge. Questo ambiente non è ideale per la viticoltura tradizionale poiché le condizioni favoriscono malattie della vite e rendono difficile la maturazione ottimale delle uve. Tuttavia, alcune varietà resistenti al caldo vengono coltivate con successo e vi è un crescente interesse nello sviluppo di tecniche di vinificazione adatte al clima locale.

## Regioni vitivinicole
La produzione vinicola nelle Filippine è concentrata in alcune aree selezionate tra cui la La Union, una provincia a nord di Luzon nota per la coltivazione di vitigni sperimentali e per l'incremento della produzione di vino locale. Altre aree, come la provincia di Batangas e le regioni di Visayas Orientale, Visayas Occidentale e Visayas Centrale sono conosciute per la produzione di vini a base di frutta tropicale come mango e ananas piuttosto che da uve tradizionali. Sebbene il paese non abbia ancora una regione vinicola consolidata come in Europa, l’interesse per la viticoltura è in crescita grazie anche all'aumento della domanda interna di vini di qualità

## Vitigni
A causa delle difficili condizioni climatiche la produzione di vino da uve tradizionali è limitata. Tuttavia, alcune aziende sperimentano con varietà resistenti al calore, come il Black Queen e il Cardinal, che si sono adattati relativamente bene al clima filippino.

## Vini

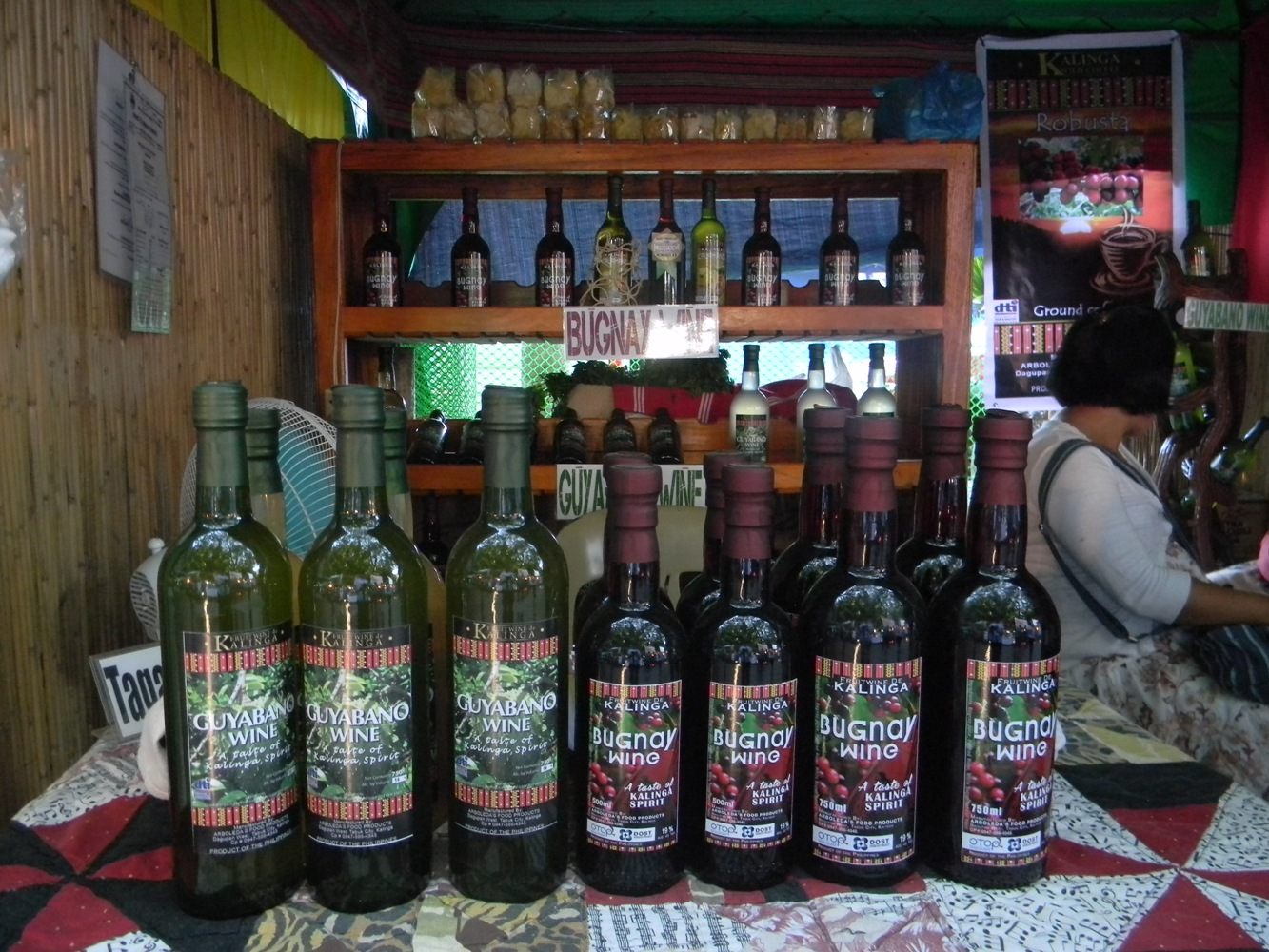
Vini di frutta di guanàbana e di bignay prodotti dalle donne Kalinga

Oltre al vino d'uva il paese è noto per i suoi vini di frutta, tra cui il vino di mango, il vino di bignay e il vino di ananas, che sono molto popolari tra i consumatori locali e i turisti. Negli ultimi anni il mercato vinicolo filippino ha registrato una crescita significativa con un aumento del consumo di vini importati e un maggiore interesse per i prodotti locali rendendo le Filippine una delle destinazioni emergenti più interessanti per gli investitori del settore vinicolo.